# گورام فرسلیدزه
گورام فرسلیدزه (گرجی: გურამ ფერსელიძე؛ زادهٔ ۱۶ اکتبر ۱۹۸۵) کشتی‌گیر اهل گرجستان است.